# スプリングフィールド造兵廠

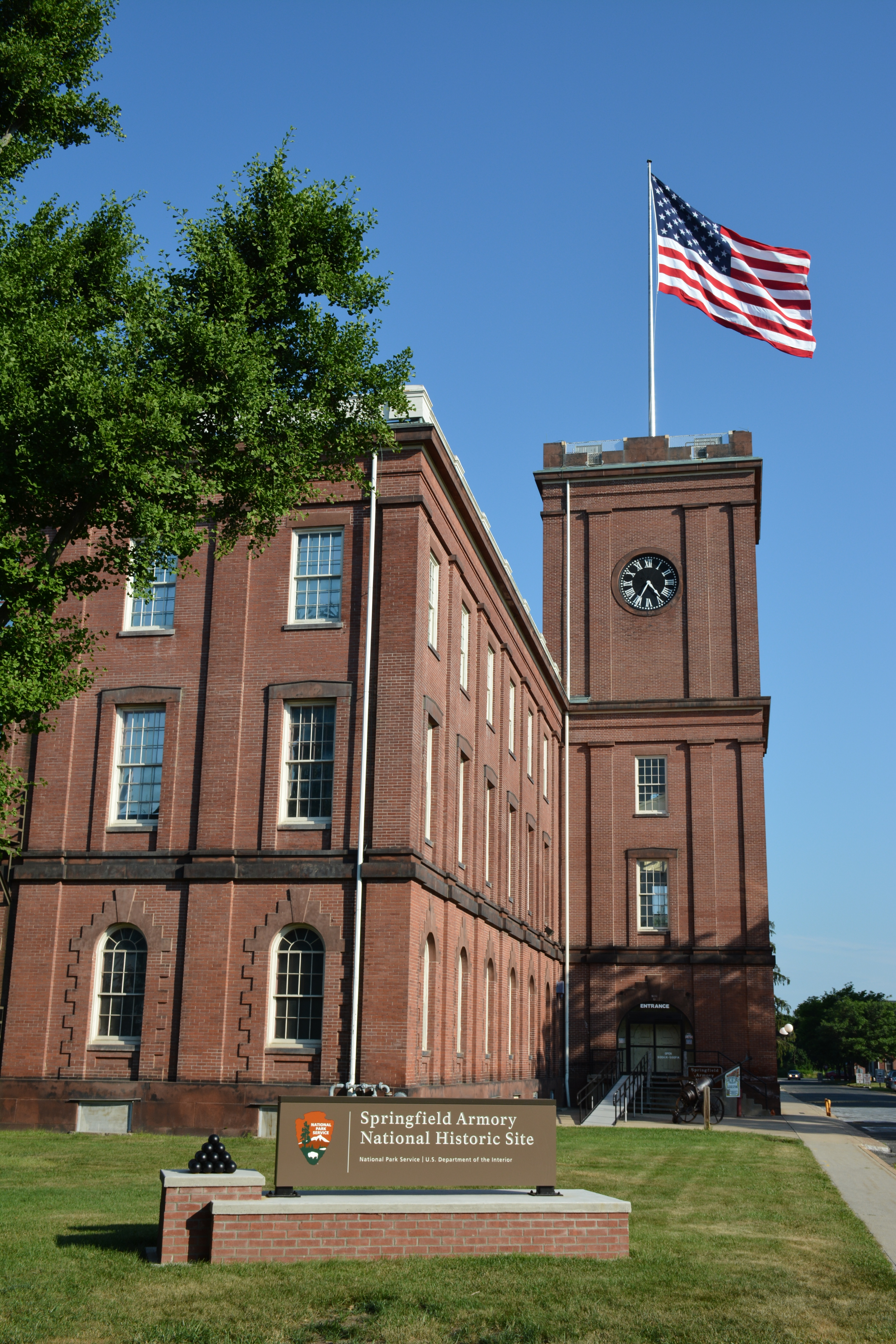
アーセナル本館

スプリングフィールド造兵廠（スプリングフィールドぞうへいしょう、英: Springfield Armory）は、アメリカ合衆国マサチューセッツ州スプリングフィールドにかつて存在した国営の小銃開発施設である。スプリングフィールド・アーモリー（Springfield Armory）、スプリングフィールド国営造兵廠とも。

## 略史
1777年、陸軍施設のスプリングフィールド工廠（The Arsenal at Springfield）が建設された。1794年、ジョージ・ワシントン初代大統領の命により各種機関を統合し、小火器の国産化を目的とするスプリングフィールド造兵廠が発足した。
南北戦争で北軍を中心に100万丁近くが使用されたM1863ライフルドマスケットで知られる。近年では、M1ガーランドやM14が開発された。ベトナム戦争時に投入したM14が失敗し正式採用銃をコルト社（M16）に移管した後、1968年に閉鎖された。

## 閉鎖後
現在、施設敷地建物は記念公園や博物館として運営されている。「スプリングフィールド・アーモリー」のブランドは民間に売却され、1974年に民間企業のスプリングフィールド・アーモリー・インク（Springfield Armory Inc.）が創設された。旧造兵廠の小銃としてはM1ガーランドやM14、そのほかM1A（M14の民間モデル）や他メーカーのライセンス製品を製造販売している。ただし、法人的には旧造兵廠となんら関係がない。

## 製品

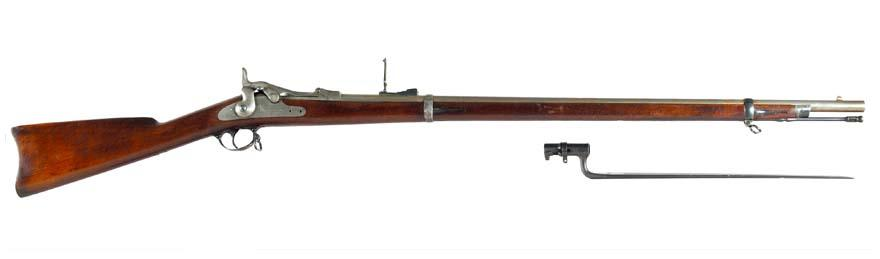
M1873

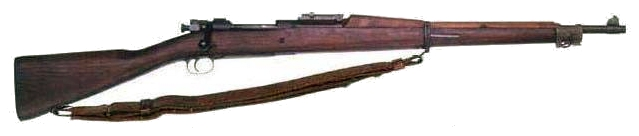
M1903

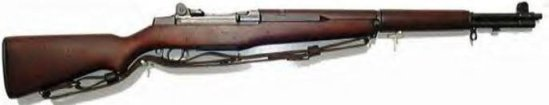
M1ガーランド

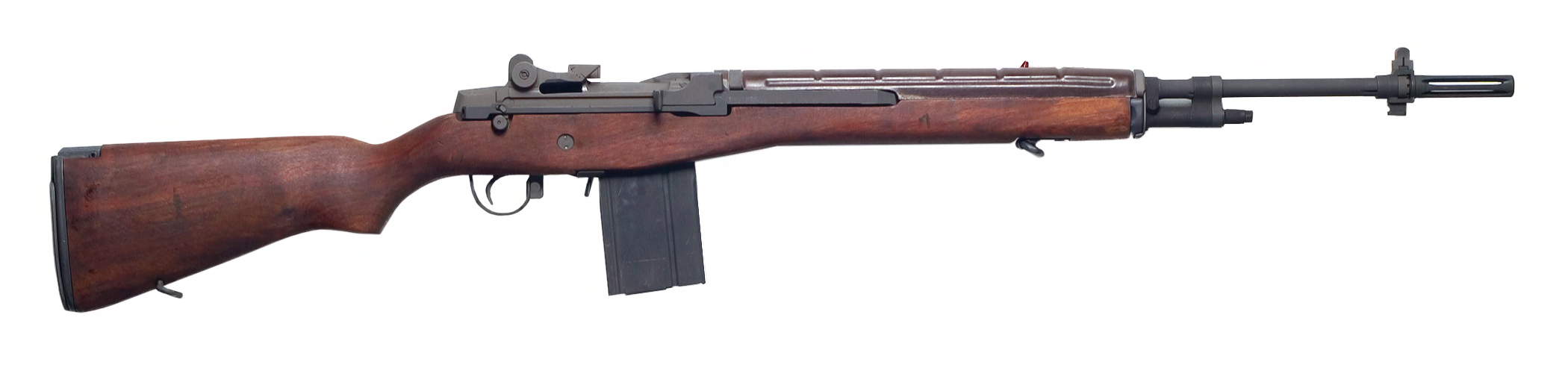
M14

製品のほとんどが小銃である。スプリングフィールド製の小銃はスプリングフィールド銃（ライフルはスプリングフィールド・ライフルとも）と呼ばれる。ただし、比較的最近のM1892~99以降は含めないことが多い。
- M1795 - 最初の米国製マスケット。シャルルヴィルM1761/1763のデザインを踏襲
- M1812 - シャルルヴィルM1777のデザインを踏襲
- M1816 - M1812の改良版。米国での最多生産マスケット
- M1822 - M1816の1バージョンとみなされることも多い
- M1835 - 同上。製造においては部品の互換性を重視
- M1840 - M1835の改良版。最後のフリントロック式マスケット
- M1842
- M1855 - これより前装式ライフル。テープ式雷管を使用。
- M1861 - 最初の量産前装式ライフル。南北戦争の主力銃
- M1863 - M1861の改良版。南北戦争の主力銃
- M1865 - M1861を後装式に改造したもの。58口径
- M1866 - M1863を後装式に改造したもの。ライナーを使用して、58口径から50口径にボアダウン
- M1868 - 同上。50口径銃身に交換
- M1869 - M1868の短銃身版
- M1870
- M1870レミントン・ネービー
- M1871
- M1873 - 新設計。45口径
- M1875
- M1877
- M1880
- M1882
- M1884
- M1886
- M1888
- M1889
- M1892 - ノルウェーのクラッグ・ヨルゲンセン・ライフルのライセンス生産
- M1903
- M1911 - ライセンス生産
- M1917エンフィールド
- M1922 - 22口径訓練銃
- M1ガーランド
- M14
- M79